# Decret llei d'indult de 1969
El Decret llei 10/1969, de 31 de març, pel qual es declara la prescripció de tots els delictes comesos amb anterioritat a l'1 d'abril de 1939 és una norma legal d'Espanya dictada per Francisco Franco el 31 de març de 1969, que va posar fi a les responsabilitats penals derivades de la Guerra Civil espanyola i reconeixia la prescripció dels delictes i que venia a suposar en la pràctica un indult.
Arran de la publicació d'aquest Decret llei, diversos perseguits per la dictadura franquista que romanien ocults, els denominats topos de la Guerra Civil, van sortir dels seus tancaments i van recuperar la seva vida després d'haver romàs tancats més de trenta anys en alguns casos, per por de la repressió del règim franquista.

## Contingut
El preàmbul establia una exposició dels motius per a dictar la citada disposició:
La convivència pacífica dels espanyols durant els últims trenta anys ha consolidat la legitimitat del nostre Moviment, que ha sabut donar a la nostra generació sis lustres de pau, de desenvolupament i de llibertat jurídica com difícilment s'han aconseguit en altres èpoques històriques.
Per això, i en ocasió de complir-se el primer d'abril de mil nou-cents seixanta-nou trenta anys des de la data final de la Guerra d'Alliberament, és oportú fer exprés reconeixement de la prescripció de les possibles responsabilitats penals que poguessin derivar-se de qualsevol fet que tingui relació amb aquella Croada, quedant d'aquesta manera jurídicament inoperant qualsevol conseqüència penal del que en el seu moment va ser una lluita entre germans, units avui en l'afirmació d'una Espanya comuna més representativa i, com mai, més disposada a treballar pels camins de la seva grandesa futura..."
L'article primer conté la declaració fonamental del Decret llei, en establir: "Es declaren prescrits tots els delictes comesos amb anterioritat a l'u d'abril de mil nou-cents trenta-nou".

## Antecedents
Amb anterioritat a aquest Reial decret, durant el franquisme es van aprovar diverses disposicions o indults parcials en relació amb la Guerra Civil:
- 9 d'octubre de 1945 (Desè aniversari de l'Exaltació del Cabdill a la Prefectura de l'Estat) Decret d'indult per "delictes de rebel·lió militar, contra la seguretat de l'Estat o l'ordre públic" (BOE del 20/10/1945, p.1569).[4]
- 17 de juliol de 1947, amb motiu de la ratificació de la Llei de Successió en la Prefectura de l'Estat (BOE del 1-2/8/1947, p.1254).[5]
- 9 de desembre de 1949 (BOE del 19-20/12/1949, p.1377).
- 1r de maig de 1952, amb motiu del XXXV Congrés Eucarístic Internacional de Barcelona (BOE del 1/5/1952, p.434).
- 25 de juliol de 1954, amb motiu del Any Sant Jacobeu i Marià (BOE del 25/7/1954, p.824.)
- 31 d'octubre de 1958, amb motiu de l'entronització del papa Joan XXIII (BOE del 6-7/11/1958, p.1497).
- 11 d'octubre de 1961, amb motiu del XXV aniversari de l'Exaltació de Franco a la Prefectura de l'Estat (BOE del 12/10/1961, p.1250).[6]
- 24 de juny de 1963, indult general amb motiu de l'entronització de Pau VI (BOE del 1-2/7/1963, p.1158).[7]
- 1r d'abril de 1964, amb motiu dels XXV Anys de Pau Espanyola (BOE del 7/4/1964, p.688. Aquest decret es va veure complementat pel de el 2 de maig BOE del 4-5/5/1964, p.863 i el del 22 de maig del mateix any BOE del 28/5/1964, p.1014).
- 22 de juliol de 1965, indult general amb motiu de l'Any Jubilar Compostel·là (BOE del 24/7/1965, p.1143).[8]
- 10 de novembre de 1966, als trenta anys del començament de la Guerra Civil (BOE del 12/11/1966, p.2121). Primer indult de responsabilitats polítiques, però molt matisat.[9]

## Valoració tècnica
El contingut d'aquest indult proclamava la prescripció formal dels delictes, la qual cosa realment no era cap novetat ja que l'article 113 del Codi Penal llavors vigent establia: “Que els delictes prescriuen als vint anys, quan la llei assenyalés al delicte les penes de mort o reclusió major i als quinze quan la pena anés de reclusió menor." Per tant, aquesta norma no pot ser considerada com una amnistia.